# 戴德明
戴德明（ Addison Alexander Talbot；1877年12月2日—1947年2月5日）美南长老会传教士，1905-1942年在中国江苏清江浦担任传教士37年之久。
1877年12月2日，戴德明出生于美国密西西比州的杰克逊。戴德明于1902年毕业于肯塔基州中央学院，1905年毕业于路易斯维尔长老会神学院。1905年5月10日，戴德明由西列克星敦长老会按立。9月,在肯塔基州谢尔比维尔娶妻凯瑟琳·盖伊·伯德（Katherine Gay Bird Talbot，1880-1937，来自南卡罗来纳州朗德斯维尔，自幼父母双亡，1909年毕业于索恩威尔孤儿院）。
1905年11月6日，新婚的戴德明夫妇受美南长老会差遣，启航前往中国，驻江苏清江浦 .戴德明主要负责乡村布道工作，有时负责男校和孤儿院。他在闸口北岸的鸡笼东巷开办了袁江小学堂。1907年开办孤儿堂。1910年与家雅各在闸口东北侧的三门楼创办袁江小学堂的中学部，命名为敬业中学堂。1916年，戴德明派中国传道到泗阳租房布道 。1920年至沭阳设教堂。1937年9月1日，戴师母在清江浦病故。1939年5月10日，戴德明娶清江浦仁慈医院的资深护士凯西·李·奥利弗·塔尔伯特（Cassie Lee Oliver）为继配。她于1923年来华，与林嘉美院长（Drs. Edgar Woods）和钟爱华院长（L. Nelson Bell）一起服务于仁慈医院达20年，1944年退休。太平洋战争爆发后，1942年，戴德明夫妇二人在清江浦被日军拘捕,短暂入狱。1942年8月,戴德明夫妇作为交换战俘,被日军遣送回美国。1947年2月5日，戴德明在美国佛罗里达州米德堡Ft. Meade病故，享年69岁。1947年，戴师母又返回仁慈医院。但是1948年, 清江浦成为内战前线，戴师母以战争难民的身份返回美国，管理南卡罗来纳州克林顿的桑威尔之家（Thornwell Home）的Baby Cottage。
其子戴牧师（George Bird Talbot）和儿媳Mary Alice Wade Talbot 1935年学成返华传教，驻江苏徐州。